# Johann Filtsch
Johann Filtsch (n. 16 decembrie 1753, Sibiu – d. 13 octombrie 1836, Sibiu) a fost pastor al Sibiului, membru al Academiei de Științe din Göttingen.

## Viața
Filtsch a studiat între 1775–1777 la Universitatea din Erlangen și la Universitatea din Göttingen. În anul 1781 a fost angajat ca profesor la Gimnaziul din Sibiu (în prezent Liceul Brukenthal). Trei ani mai târziu s-a transferat de la catedră în domeniul pastoral. În 1791 a devenit paroh al Cisnădiei, în 1797 al Gârbovei, iar la 25 martie 1805 a devenit pastor orășenesc al Sibiului, funcție în care a rămas până la pensionare în 1835.
1799 wurde er zum korrespondierenden Mitglied der GöttingerAkademie der Wissenschaften gewählt.
Er war ferner Redakteur und Herausgeber der Siebenbürgischen Quartalschrift (7 Bände, 1790–1801) und der Siebenbürgischen Provinzialblätter (5 Bände, 1805–1824). Auf Anregung von Samuel von Brukenthal bewog er Schlözer die Kritische Sammlungen zur Geschichte der Deutschen in Siebenbürgen (Göttingen 1795–1797) zu schreiben, für das er das Material lieferte. Hierfür wurde er 1799 von der königlich großbritannischen Societät der Wissenschaften in Göttingen zum korrespondierenden Mitglied erwählt.